# Amblyothele
Amblyothele es un género de arañas araneomorfas de la familia Lycosidae. Se encuentra en África subsahariana.

## Lista de especies
Según The World Spider Catalog 12.0:
- Amblyothele albocincta Simon, 1910
- Amblyothele atlantica Russell-Smith, Jocqué & Alderweireldt, 2009
- Amblyothele ecologica Russell-Smith, Jocqué & Alderweireldt, 2009
- Amblyothele hamatula Russell-Smith, Jocqué & Alderweireldt, 2009
- Amblyothele kivumba Russell-Smith, Jocqué & Alderweireldt, 2009
- Amblyothele latedissipata Russell-Smith, Jocqué & Alderweireldt, 2009
- Amblyothele longipes Russell-Smith, Jocqué & Alderweireldt, 2009
- Amblyothele togona Roewer, 1960